# 17ハーツ・スタジオ
17ハーツ・スタジオ (17 Hertz Studio) は、カリフォルニア州ロサンゼルスにある、敷地10000平方フィートの録音スタジオ。 カリフォルニア州ノース・ハリウッド、ランカーシム・ブルバード5253、NoHoアート地区の中心に位置する座標: 北緯34度09分58秒 西経118度22分33秒 / 北緯34.166196度 西経118.375697度。

## 歴史
17ハーツ・スタジオは元々ワン・オン・ワン・レコーディング・スタジオの名で知られ、ジム・デヴィッド（ハル・デヴィッドの息子）が所有していた。「ロサンゼルスで最高のドラム・サウンドが録れるスタジオ」と人気で、『ブラック・アルバム』の異名で知られるメタリカの16xプラチナ・アルバム『メタリカ』のレコーディングで広く認知されている。
メタリカが1992年にリリースしたドキュメンタリー『コンプリート・シーンズ・オブ・メタリカ』でスタジオがフィーチャーされている。
日本のヘヴィメタル・バンドX JAPANのドラマーのYOSHIKIがこのスタジオをブッキングしようとしたところ、1年先まで予約が埋まっていた。YOSHIKIはこれを嫌って1993年にこのスタジオを購入。後にエクスタシー・レコーディング・スタジオに改称した。
2012年に17ハーツLLCがスタジオを買い取り、17ハーツ・スタジオに改称した。

## クライアント
このスタジオを使用したアーティストには、メタリカ、キッス、アリス・イン・チェインズ、マイケル・ジャクソン、ジミ・ヘンドリックス、テンプテーションズ、ハル・デヴィッド、バート・バカラック、ディオンヌ・ワーウィック、マイケル・マクドナルド、メガデス、ハート、サミー・ヘイガー、バッド・イングリッシュ、エタ・ジェイムス、アレサ・フランクリン、モトリー・クルー、トム・ペティ、リタ・フォード、ア・パーフェクト・サークル、アース・ウィンド・アンド・ファイアーなどがいる。
17ハーツ・スタジオに改称以降のクライアントには、エイコン、アレックス・ダ・キッド、シーロー・グリーン、グッディー・モブ、ボーン・サグズン・ハーモニー、ボーイズIIメン、クルックス&キャッスルズ、ディーズル、ジャバウォーキーズ、ルイス・ハミルトン、マン、マーク・ロンソン、プリンス・ロイス、スカイラー・グレイ、スターリー、スティーヴ・ロベル、ゼンデイヤなどがいる。

## スタジオ・ルーム

### スタジオA
ロサンゼルス最大となる2,148平方フィートのライブ・ルームで人気を集める。414平方フィートのコントロール・ルームと、プライベート・ラウンジ、2つのアイソレーション・ブースを備える。

### スタジオB
リチャード・ランディスによる設計で、ランディスの自宅スタジオ「ザ・グレイ・ルーム」の精巧なレプリカ。広々としたコントロール・ルーム、ライブ・ルーム、マシン・ルーム、ボーカル・ブースを備える。

### スタジオC
483平方フィートのミキシング/プロダクション・エリア、ラウンジ、ボーカル・ブース。

### その他
予備のオフィスやプロダクション用のスペースを設けている。